# Ring Haraldsson
Ring (Hringur) Haraldsson (nórdico antiguo: Hringur Haraldsson) (904 - 1004) príncipe de Noruega en el siglo X, hijo de Harald I y Åshild, hija del caudillo vikingo Ring Dagsson. Fue jarl de Hedmark y Gudbrandsdal. Su hijo Dag Ringsson llegó a ser rey de Hedmark.